# Lockheed KC-130 Hercules
Le Lockheed KC-130 Hercules est un avion militaire de ravitaillement en vol et de transport directement dérivé du C-130 Hercules. Conçu pour des besoins américains il a aussi connu le succès à l'export.

## Historique

### Développement

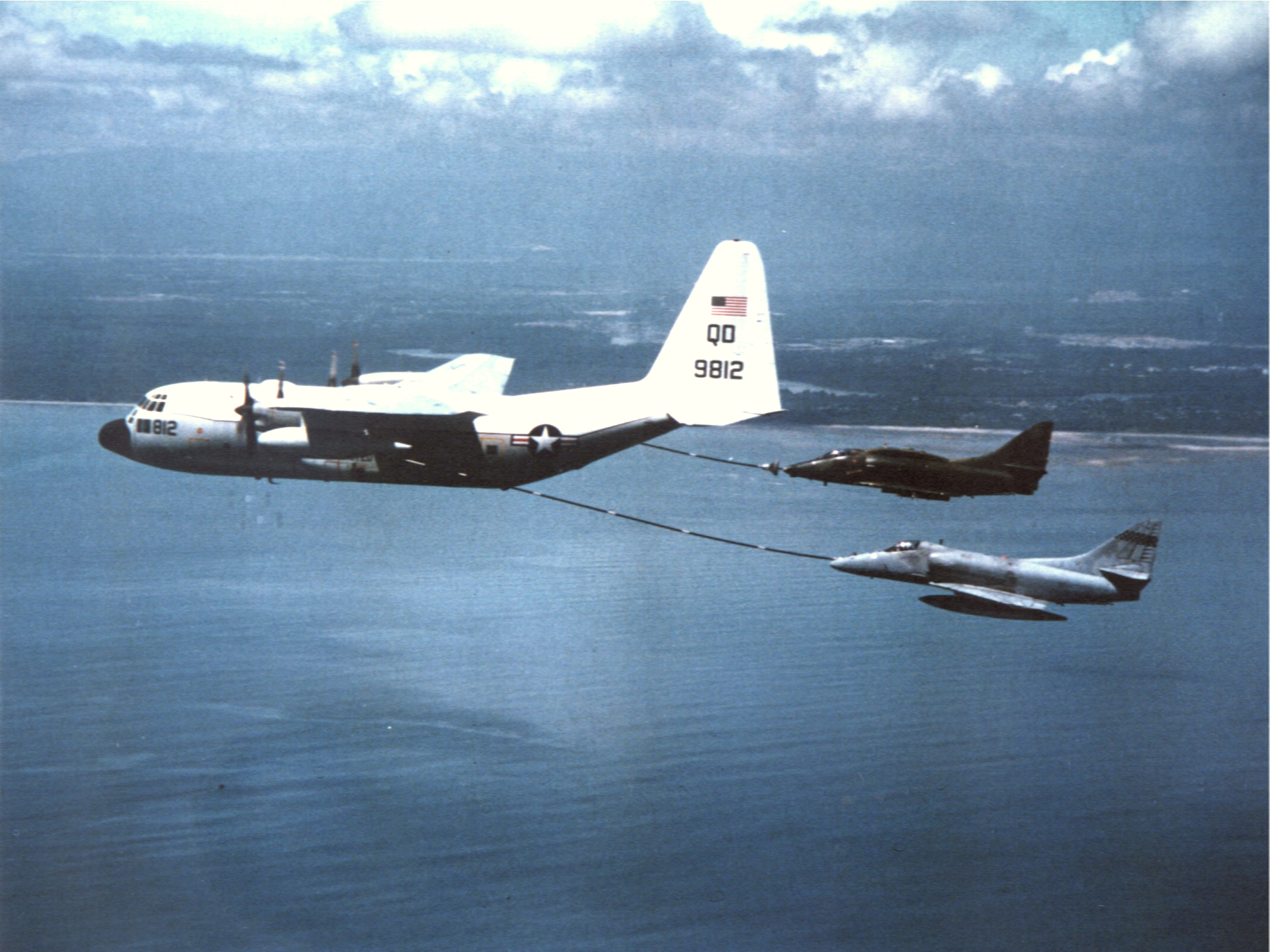
Lockheed KC-130F ravitaillant deux Douglas A-4 Skyhawk américain et malaisien en 1987

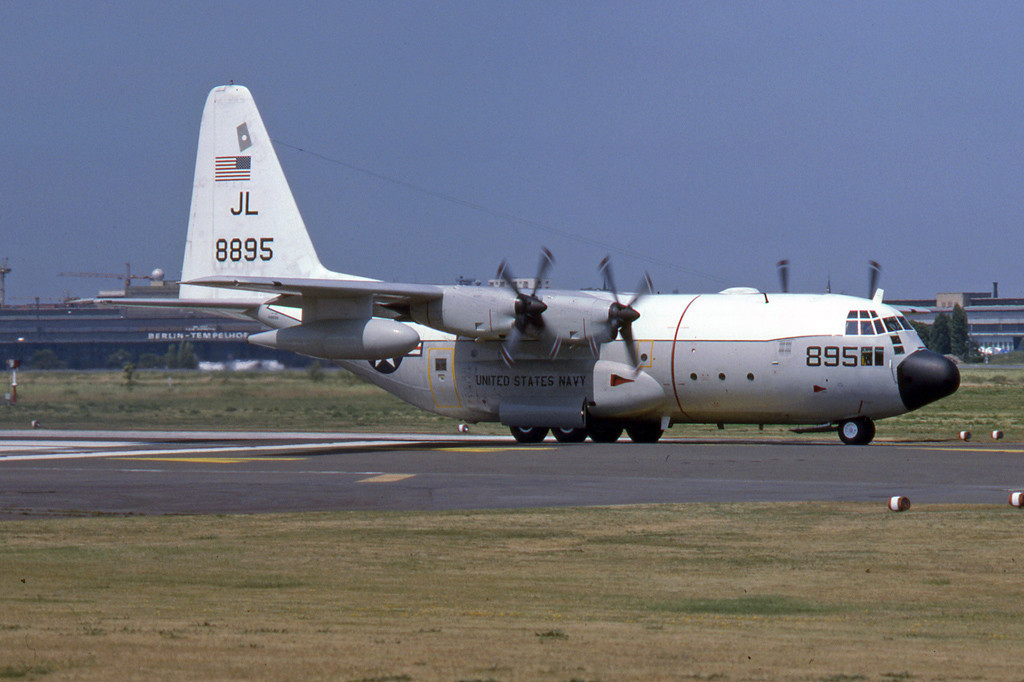
Lockheed KC-130F Hercules au sol.

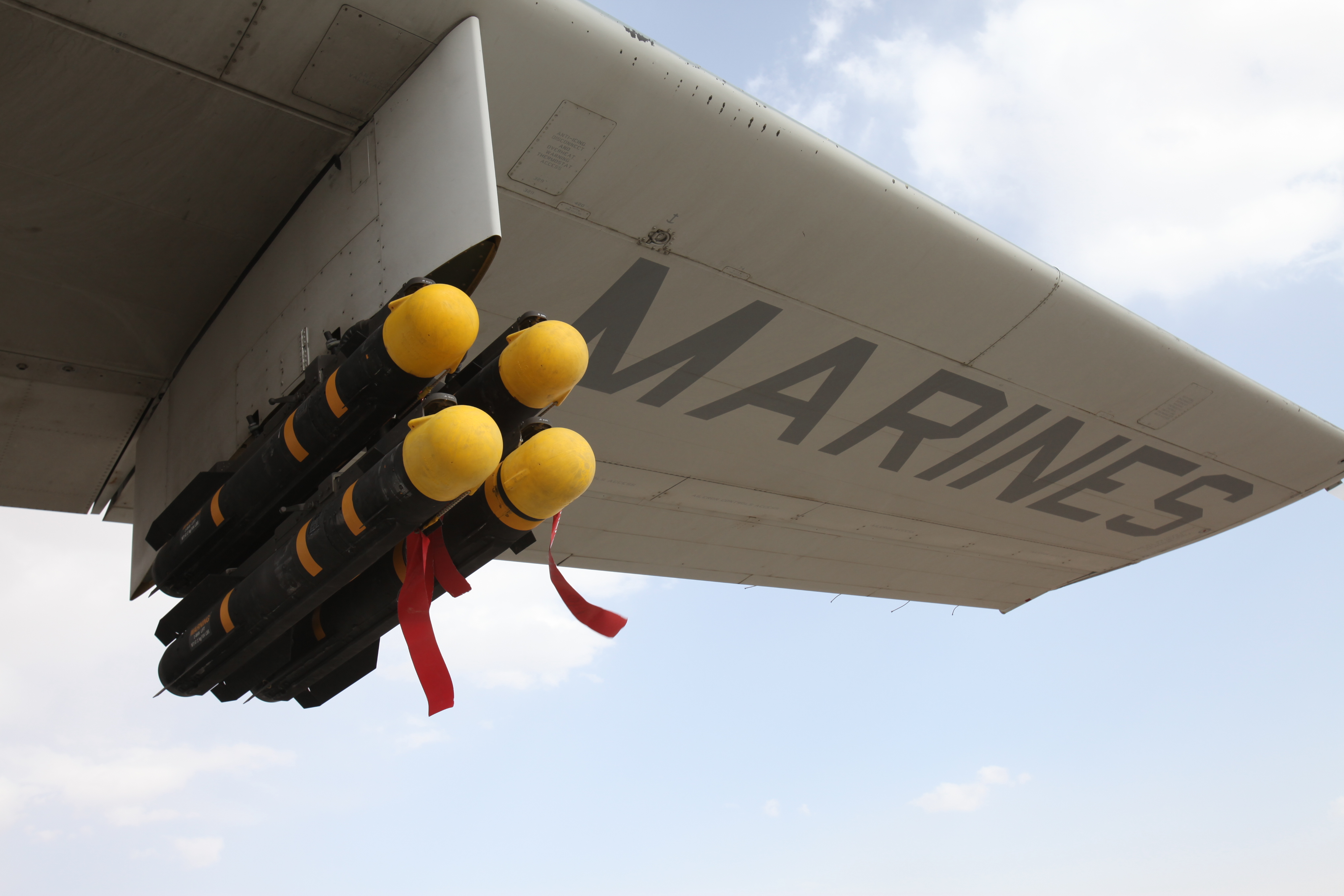
Missiles Hellfire installés sous l'aile d'un KC-130J Harvest Hawk en 2011.

Afin de répondre à l'origine à un cahier des charges de l'US Air Force concernant un avion ravitailleur capable de succéder efficacement au Boeing KC-97 Stratofreighter alors en service que Lockheed tenta en 1958 de développer une version optimisée du C-130 Hercules. En fait, le nouvel avion devait permettre à l'US Air Force de disposer d'un avion tactique, pouvant ainsi conserver ses Boeing KC-135 Stratotanker comme avions destinés au soutien exclusif du Strategic Air Command et de ses bombardiers.
Le futur avion reçut la désignation officielle temporaire de Lockheed YKC-130.
Malgré des essais en vol concluants, notamment au moyen de chasseurs monoréacteurs North American F-100 Super Sabre, l'US Air Force décida de ne pas pousser plus loin ses essais et préféra commander le Boeing KC-135 en plus grand nombre. De ce fait, les deux YKC-130 produits furent rendus à l'avionneur qui les utilisa à des fins de soutien opérationnel.
Pourtant, dans le même temps, l'US Navy fit savoir qu'elle recherchait elle aussi un avion ravitailleur et jeta son dévolu sur le YKC-130. L'avion fut commandé en série début 1961 sous la désignation de Lockheed GV-1 Hercules. À la différence des avions demandés par l'US Air Force, ceux-ci étaient aptes également à des missions de transport conventionnel. Pour ce faire, les systèmes de ravitaillement en vol de l'avion étaient amovibles.
Les premiers exemplaires entrèrent en service au mois de mai 1962. En septembre suivant, ils virent leur désignation modifiée et devinrent des KC-130B et KC-130F. En fait, seuls les KC-130F pouvaient assurer les missions mixtes de ravitaillement en vol et de transport, les KC-130B étant de purs ravitailleurs en vol. Ces derniers volaient d'ailleurs au sein d'unités de l'US Marine Corps.
Ils furent suivis quatorze ans plus tard par la version KC-130R destinée cette fois exclusivement à l'US Marine Corps.
Dans le même temps, son constructeur lança le programme du Lockheed KC-130H, une version exclusivement destinée aux clients étrangers, généralement des pays alliés des États-Unis. En outre, ce modèle était proposé en priorité aux forces aériennes disposant déjà de Lockheed C-130 Hercules.
À l'instar des KC-130F et KC-130R, le KC-130H était adapté à la fois aux missions de ravitaillement en vol autant qu'à celles du transport tactique. En parallèle l'US Marine Corps a demandé en 1983 que le constructeur lui développe une version spécifique du KC-130H connu sous la désignation de KC-130T.
Après que Lockheed a changé de raison sociale pour devenir Lockheed Martin en 1995, il fut décidé d'adapter le programme du KC-130 aux nouvelles normes de l'Hercules. Ainsi apparut en 2004 le KC-130J directement dérivé du C-130J. Mais à la différence de tous ses prédécesseurs le constructeur avait décidé, en accord avec les autorités américaines, de conserver cette désignation à la fois pour les avions commandés par l'US Marine Corps autant que pour ceux destinés aux clients étrangers.
En 2006 grâce au RETEX des engagements en Afghanistan Lockheed Martin et l'US Department of Defense commencèrent à étudier l'opportunité d'utiliser des KC-130J Hercules comme gunship au sein du programme KC-130J Harvest Hawk. Les premiers essais en vol furent menés trois ans plus tard. Dotés d'une avionique spécifique ces avions peuvent emporter un armement adapté et notamment des missiles antichars AGM-114P Hellfire II et des AGM-176 Griffin ainsi que des bombes guidées GBU-44 Viper Strike.

## Utilisateurs

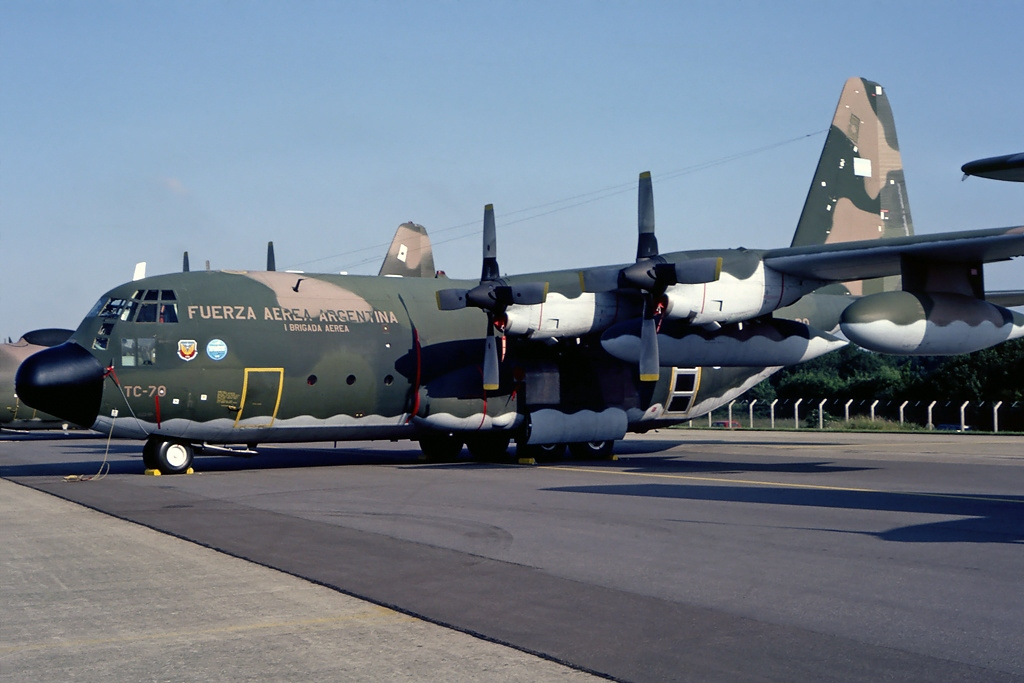
Un des deux Lockheed KC-130H Hercules appartenant à l'Argentine en 1981.

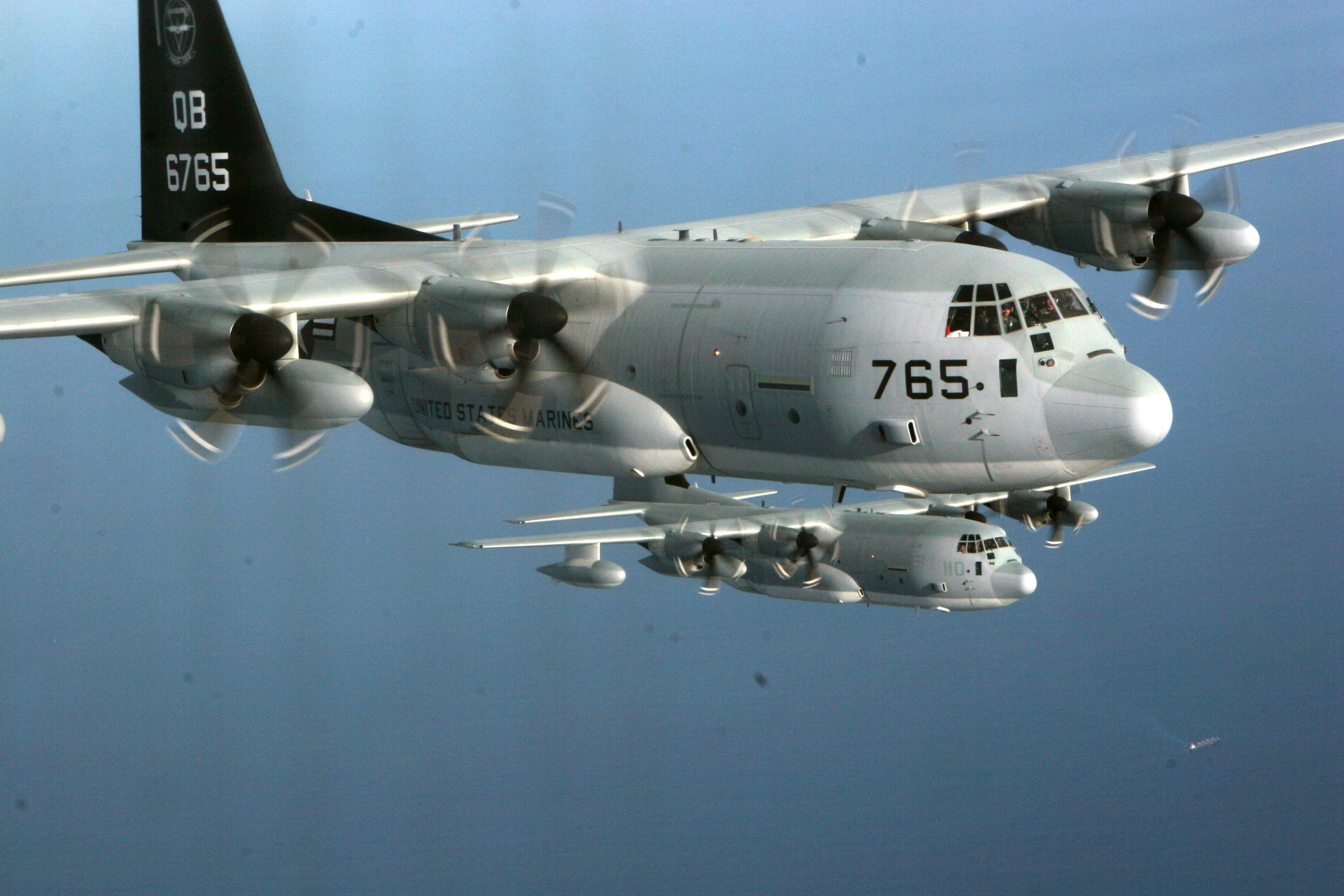
Paire de Lockheed Martin KC-130J Hercules appartenant à l'US Marine Corps.

En 2017, les pays suivant utilisent ou ont utilisé à titre militaire des Lockheed KC-130 Hercules.
- Arabie saoudite : Neuf exemplaires[3] des types KC-130H et KC-130J au sein de la Force aérienne royale saoudienne.
- Argentine : Deux exemplaires[4] du type KC-130H au sein de la  Force aérienne argentine.
- Brésil : Quatre exemplaires[5] du type KC-130H au sein de la Force aérienne brésilienne.
- Chili : Deux exemplaires[6] du type KC-130R au sein de la Force aérienne chilienne.
- Espagne : 5 KC-130 dotés d'une capacité de ravitaillement tactique, seront remplacés à terme par des A400M[7]
- États-Unis : Soixante-et-onze exemplaires[8] des types KC-130J et KC-130T au sein de l'United States Marine Corps Aviation en 2015,  six exemplaires[9] du type KC-130F au sein de l'US Navy.
- France : Deux exemplaires[10] du type KC-130J ont été commandés pour le compte de l'Armée de l'Air, le 19 septembre 2019, elle réceptionne son premier avion [11], le second le 7 février 2020. Ils sont mis en œuvre par l'Escadron de transport 2/61 Franche-Comté[12].
- Israël : Quatre exemplaires[13] du type KC-130H connus sous la désignation locale de Karnaf[14] au sein de la Force aérienne et spatiale israélienne.
- Italie : Six exemplaires[15] du type KC-130J au sein de l'Aeronautica Militare.
- Japon : Trois exemplaires[16] du type KC-130R au sein de la Force maritime d'autodéfense japonaise.
- Koweït : Trois exemplaires[17] du type KC-130J au sein de la Force aérienne koweïtienne.
- Maroc : Deux exemplaires[18] du type KC-130H au sein des Forces royales air.
- Singapour : Dix exemplaires[19] des types KC-130B et KC-130H au sein de la Force aérienne de la république de Singapour.

### Engagements notables
L'US Marine Corps a engagé ses Lockheed KC-130 Hercules dès la Guerre du Viêt Nam en appui de ses avions de combat mais également de ses hélicoptères de transport lourd tels ses Sikorsky HH-3E Jolly Green Giant. Par la suite, ils se sont adaptés au ravitaillement de machines plus lourdes comme le Sikorsky CH-53 Sea Stallion. Dans les années 1980, des Lockheed KC-130 ont été engagés par les Américains lors de l'Invasion de la Grenade, notamment comme avions de transport de troupes aéroportées. C'est durant la guerre d'Afghanistan que les KC-130J Harvest Hawk ont pour la première fois tiré des munitions.
Hors des États-Unis, c'est l'Argentine qui engagea en premier ses Hercules ravitailleurs quand un KC-130B assista un raid aérien de Dassault Super-Étendard contre le HMS Sheffield (D80) le 4 mai 1982 durant la Guerre des Malouines.

### Accidents
Le 10 juillet 2017, un Lockheed KC-130T appartenant au Squadron VMGR452 de l'aviation du corps des Marines des États-Unis s'écrase dans le Comté de Leflore. Les 16 passagers et membres d'équipage ont péri.
Dans la nuit du 5 au 6 décembre 2018, un F/A-18D Hornet biplace du Marine Aircraft Group 12 [MAG-12] et un KC-130J Hercules du Marine Aerial Refueler Transport Squadron 152 [VMGR-152] décollant de la Marine Corps Air Station Iwakuni sont entrés en collision lors d’une phase de ravitaillement en vol, alors qu’ils évoluaient à environ 300 km au large des côtes japonaises. L’accident fait six morts, dont l’un des pilotes du chasseur-bombardier et les cinq membres de l’équipage de l’avion-ravitailleur. 
Le 29 septembre 2020, collision entre un chasseur F-35B du 3rd Marine Aircraft Wing et un KC-130J du Marine Aerial Refueler Transport Squadron 352  lors d'un ravitaillement de carburant au nord-est de San Diego en Californie. Le pilote du F-35 s'est éjecté, et le KC-130 a fait un atterrissage en catastrophe, l'ensemble du personnel sain et sauf.

## Versions

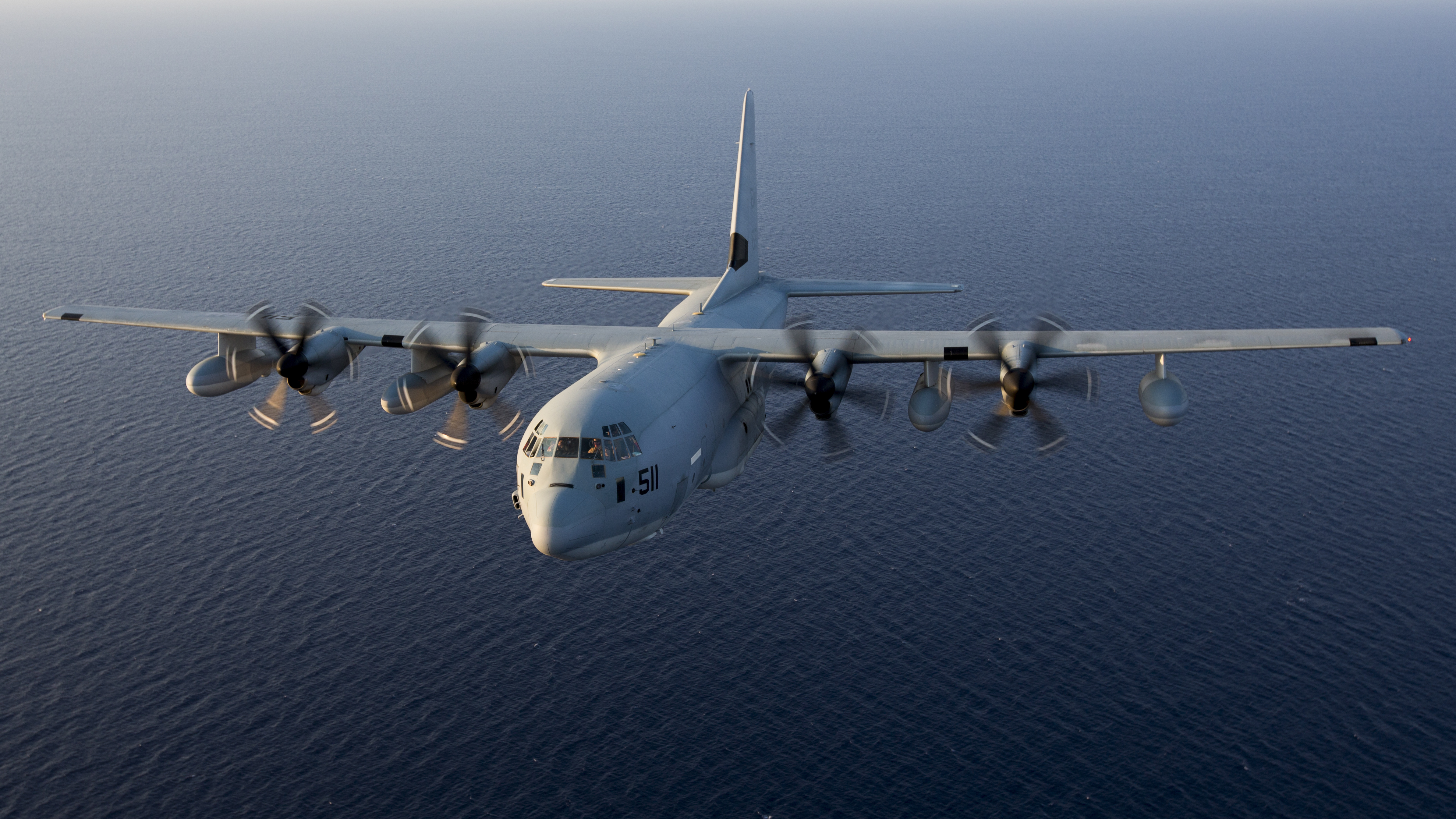
Lockheed Martin KC-130J Hercules en vol.

- Lockheed KC-130 Hercules : Désignation générique de la famille d'avions.
  - Lockheed YKC-130 : Désignation des deux avions de présérie.
  - Lockheed KC-130A : Désignation attribuée aux avions destinés à l'US Air Force avant l'abandon du programme d'acquisition.
  - Lockheed KC-130B : Désignation de la première série d'avions construite à hauteur de six exemplaires et désignée jusqu'en septembre 1962 comme GV-1.
  - Lockheed KC-130F : Désignation de la deuxième série d'avions construite à hauteur de quarante-six exemplaires et désignée jusqu'en septembre 1962 comme GV-1.
  - Lockheed KC-130H : Désignation de la troisième série d'avions construite à hauteur de trente-trois exemplaires.
  - Lockheed KC-130R : Désignation de la quatrième série d'avions construite à hauteur de quatorze exemplaires.
  - Lockheed KC-130T : Désignation de la cinquième série d'avions construite à hauteur de vingt-huit exemplaires.
  - Lockheed Martin KC-130J : Désignation de la sixième série d'avions construite à hauteur de cinquante-cinq exemplaires.
    - Lockheed Martin KC-130J Harvest Hawk : Désignation d'une sous-version du KC-130J destinée à des missions d'appui tactique et de lutte anti-terroriste construite à hauteur de dix exemplaires.

## Sources & références

### Sources bibliographiques
- Michel Marmin, Encyclopédie "Toute l'aviation", Editions Atlas, 1993.
- Tom Clancy (trad. Jean-Pierre Gillet), Avions de combat, visite guidée au cœur de l'US Air Force [« Fighter wing : a guided tour of an Air Force combat wing »], Paris, Albin Michel, 1998, 331 p. (ISBN 978-2-226-09550-3, OCLC 42140101).
- Bill Gunston et Claude Dovaz (adapt. française) (trad. de l'anglais), L'aviation de combat, Paris, Gründ, coll. « G ⁺ », 1985, 79 p. (ISBN 2-7000-6409-7, EAN 978-2-700-06409-4)
- (en) Tom Kaminsky et Mel Williams, The United States Military Aviation Directory, Norwalk, CT, Airtime Publishing, 2000, 256 p. (ISBN 978-1-880588-29-1, OCLC 44890101)
- (en) David Willis, Aerospace Encyclopedia of World Air Forces, Norwalk, USA, Airtime Publishing, 2011 (ISBN 978-1-880588-30-7 et 1-880588-30-7).

### Sources web
- Fiche du Lockheed KC-130 Hercules sur le site francophone AvionsLégendaires
- Fiche du Lockheed KC-130 Hercules sur le site francophone AviationsMilitaires
- (en) Informations autour du Lockheed Martin KC-130J Hercules sur la page officielle du constructeur Lockheed Martin